# Hör hur västanvinden susar
"Hör hur västanvinden susar", med text och musik av Lars August Lundh, är ett av valborgsmässofirandets traditionella sångnummer.
Ulf Lundells välkända "Öppna landskap" har sitt musikaliska ursprung i "Hör hur västanvinden susar", där Lundell i inledningen helt följer Lundhs tonsättning.
Sången sjöngs ofta i den svenska folkskolan på 1950-talet. Därför kan många 40-talister sjunga den.[källa behövs]